# كفر كرمين
كفر كرمين قرية تقع في منطقة جبل سمعان  في محافظة حلب، سورية. وتقع تحديدا إلى الشمال الغربي من ناحية الأتارب على مسافة 4 كم، وتعتبر المدخل إلى جنوب جبل سمعان من جهة جبل حلقة، وتشتهر بالكروم وهذا سبب تسميتها والذي يعود للغة السريانية القديمة.

## تاريخ القرية ومميزاتها
التسمية: يعتقد ان تسمية القرية بهذا الاسم كفركرمين قد تحور من اسم القرية الروماني القديم وهو ( كبرا كيراميون) ويعني لون الأرجوان الأحمر والذي يعتقد انه اشتق من لون العنب المشهور فيها والذي كان الرومان قديما يصنعون منه العصير والنبيذ الأحمر وقد عثر فيها على معاصر عنب محفورة في الصخر كما أن القرية اشتهرت باهتمام اهلها قديما بزراعة اشجار الكرمة، . 
التاريخ، الجغرافيا، الموقع والمناخ: تعتبر قرية كفركرمين من اقدم وأهم القرى التابعة لمنطقة جبل سمعان التي تتبع لمحافظة حلب، حيث تقع القرية بالقرب من مدينة الاتارب على بعد حوالي 35 كم غربي حلب على الطريق الدولي الواصل بين حلب ومدينة انطاكية. وتتربع القرية على هضبة عند سفح جبل سمي باسمها مليئ باشجار الزيتون والاشجار الحراجية التي تشكل غابة جميلة يرتادها الزوار والسياح للترفيه والاستمتاع بمناظر الطبيعة الخلابة ¸ حيث يطل الجبل أيضا على مساحة واسعة من الأراضي الزراعية التي يزرع فيها جميع أنواع المحاصيل والتي تشكل بساطا اخضر جميل في فصل الربيع. اما مناخ القرية فمعتدل في فصلي الربيع والخريف، حار قليلا بالصيف وبارد نسبيا في الشتاء. ويكثر في القرية الاثار الرومانية القديمة، والذي يمكن الاستدلال من خلاله ان تاريخ نشأة القرية ربما يعود إلى ما قبل الحقبة الرومانية.
السكان: يعيش في القرية حولي 7000 نسمة تقريبا يشكلون مجتمعا أهليا متجانسا ويعيشون بمحبة وتآلف فيما بينهم وهم عائلات مختلفة عربية الأصل على الراجح وجميعهم من المسلمين السنة واما عن أصول تلك العائلات فيعتقد أنها تواجدت في القرية مابين القرن السابع عشر والثامن عشر ميلادي وبعضها يعود إلى أصول مصرية والبعض من عشائر عربية بدوية استقروا فيها حوالي القرن التاسع عشر ميلادي ولكن الوجود البشري في هذه القرية يسبق ذلك بمئات السنين إذ يعتقد ان القرية كانت عبارة عن نقطة مراقبة عسكرية للجيوش الرومانية القديمة ومايشهد لها هو وجود بقايا آثار رومانية في جبل السرير وقربها الرصيف الروماني وبقايا أحجار رومانية قديمة كانت موجودة داخل القرية.
الاقتصاد والدخل: كانت القرية قديما تعتمد في دخلها على الزراعة بشكل اساسي، ولكن مع تزايد عدد السكان وعدم كفاية الموارد الزراعية اتجه أهل القرية، وخاصة في ظل التطور العالمي العلملي والصناعي، إلى العمل في قطاعات أخرى، حيث اسسو العديد من الشرات والمعامل كشركات الشحن والنقل ومعاصر الزيتون.

## الثقافة والتعليم
مع التطور العالمي والثقافي الذي شهدته البشرية مؤخرا في مختلف المجالات وسهولة الاتصلات والتنقلات، واكب أهل القرية ذلك التطور وزاد وعيهم وادركو الحاجة للعلم والتعليم فاتجه العديد منهم باتجاه التعليم، فازداد عدد المدارس في القرية وعدد المعلمين والاطباء والمهندسين وحملة الشهادات الجامعية الأخرى في اختصاصات مختلفة وحملة شهادات الدكتوراه أيضا.

## آثار القرية
آثار القرية القديمة ضاعت بين دور القرية الحديثة ولم يبق منها سوى بعض أجزاء جدران دور من القرن السادس الميلادي
وبالقرب منها طريق رومانية عرضها نحو ستة أمتار مرصوفة بقطع من الحجارة الضخمة، لا يزال سالمًا منها إلى اليوم قسم يبلغ حوالي 1.200 متر (2).
ويقع في القسم الشمالي من جبلها موقع أثري يسمى بآثار السرير وهو يعود لعهود قديمة حيث كان يستخدم كمنارة يهتدون من خلالهاو يستخدمونها لتناقل الرسائل التي كان يعبر عنها من خلال الشعل النارية.
كما لا بد ان نذكر انتشار معاصر العنب المحفورة فالصخور النتشرة في جبالها والتي تعود إلى عصر الامبراطورية الرومانية والتي كانو يستخدمونها لصنع الخمور.